# Messerschmitt Bf 109
O Messerschmitt Bf 109, por muitas vezes referido de Me 109, é um caça multiuso que foi fabricado na Alemanha. Projetado por Willy Messerschmitt e por Robert Lusser, na década de 1930, teve a designação Bf 109  emitida pelo Ministério da Aviação do Reich por representar a empresa de desenvolvimento Bayerische Flugzeugwerke, denominada Messerschmitt após ser comprada por Willy Messerschmitt. Foi um dos primeiros caças verdadeiramente modernos, incluindo características como a fuselagem toda de metal, cabine de pilotagem fechada e trem de aterragem retráctil, sendo alimentado por um motor V12 invertido com refrigeração líquida.
O Bf 109 viu pela primeira vez o serviço operacional durante a Guerra Civil Espanhola e continuou em serviço no alvorecer da era dos jatos, no fim da Segunda Guerra Mundial, durante a qual foi a espinha dorsal da força de combate da Luftwaffe, sendo a partir de 1941 constantemente complementado com o Focke-Wulf Fw 190. Após a guerra, continuou a prestar serviço pelas forças aéreas espanhola, israelita, checoslovaca, iugoslava e suíça.
Originalmente concebido para ser um interceptador, os modelos posteriores foram desenvolvidos para cumprir quase todas as tarefas imagináveis, servindo como caça de escolta para bombardeiros, caça-bombardeiro, caça de uso noturno e diurno, caça para qualquer condição meteorológica, ataque ar-solo e como aeronave de reconhecimento. Graças a esta versatilidade e desempenho, o BF 109 foi o caça mais produzido da história, com um total de 34 984 aeronaves produzidas. Foi o avião preferido do maior ás da aviação da história do combate aéreo, Erich Hartmann, com 352 vitórias confirmadas durante a guerra.
Apesar das milhares de unidades produzidas (sendo o 3º avião mais produzido da segunda guerra) e de ser pilotado pelos maiores ases da aviação da história, no dia da capitulação alemã a 8 de Maio de 1945 (Dia da Vitória na Europa), menos de 500 exemplares estavam em qualquer condição para voar. Outrora uma das armas mais temidas durante uma era de tumultos, perdas e bravura sem precedentes, o Bf 109 é hoje um valioso artefato em museus por todo o mundo.

## Design e Desenvolvimento

### Origem

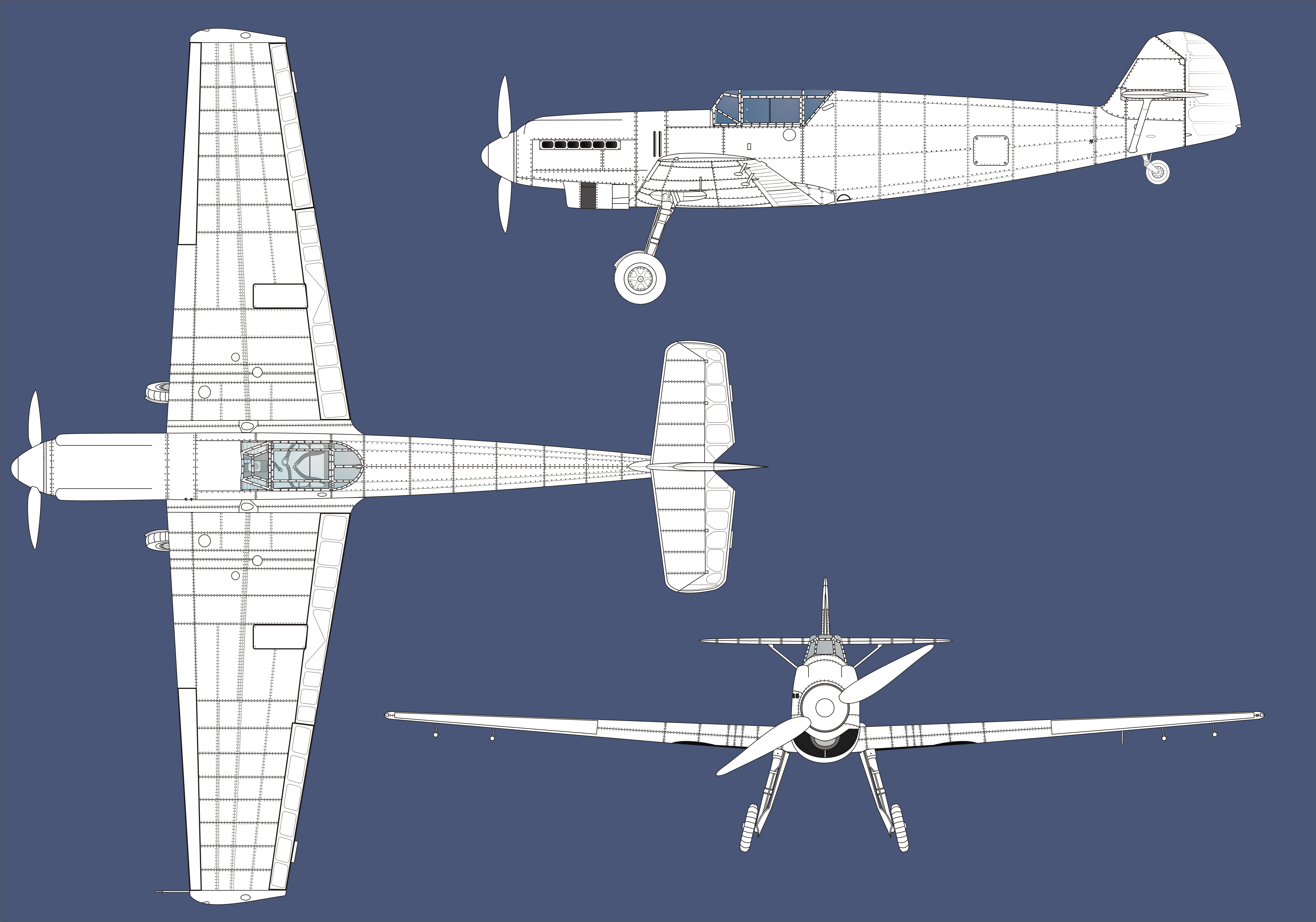
Messerschmitt Bf109 V1.

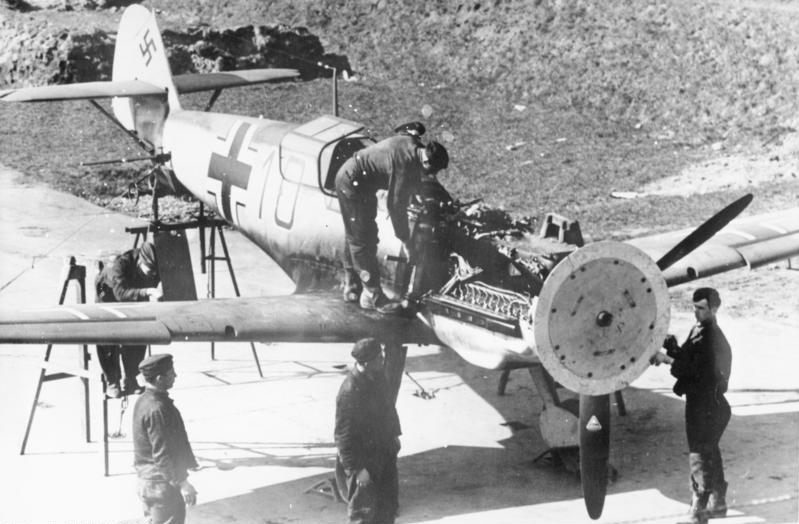
Ajuste do mecanismo sincronizador de disparo das armas de um caça Bf 109. O sincronizador permitia o disparo das armas sem que seus projéteis atingissem e danificassem as pás da hélice durante seu giro.

Durante o ano de 1933, o Technisches Amt(C-Amt) e o departamento técnico da Reichsluftfahrtministerium (RLM - "Ministério da Aviação do Reich") concluíram uma série de projetos de pesquisa para o futuro do combate aéreo. O resultado dos estudos foi quatro grandes linhas de aeronaves:
- Rüstungsflugzeug I   - Bombardeiro-Médio de vários assentos.
- Rüstungsflugzeug II  - Bombardeiro tático.
- Rüstungsflugzeug III - Caça de um assento.
- Rüstungsflugzeug IV  - Caça pesado de dois assentos.

O Rüstungsflugzeug III foi destinado a ser um interceptador de curto alcance, substituindo o Arado Ar 64 e o Heinkel He 51 que estavam em serviço. No final de Março de 1933, a RLM publicou os requisitos táticos para um caça de assento único, no documento L.A 1432/33.
O Caça precisava ter uma velocidade máxima de 400 quilômetros a uma altitude de 6 000 metros (19 690 pés), a ser mantido por 20 minutos, enquanto tendo uma duração total de voo de 90 minutos. A altitude crítica de 6 000 metros era para ser alcançada até não mais de 17 minutos, e o caça tinha que ter um teto operacional de 10 000 metros. Esse desempenho era para ser fornecido pelo novo motor Junkers Jumo 210, com cerca de 522 kW (700 hp). Em se tratando de poder de fogo, ele poderia ser armado com um  canhão de 20 milímetros MG C/30 montado no motor, próximo do cubo da hélice como um "Motorkanone" (gíria para "canhão de motor"), duas metralhadoras MG 17 montadas no capô do motor ou uma metralhadora leve MG FF com dois  MG 17. Também foi especificado que a carga nas asas deveriam ficar abaixo dos 100 kg/m². O desempenho foi avaliado com base no nível de velocidade, taxa de subida e a capacidade de manobra, nessa ordem.
Tem sido sugerido que a Bayerische Flugzeugwerke originalmente não tenha sido convidada para participar da competição devido à pessoal animosidade entre Willy Messerschmitt e o diretor da RLM, Erhard Milch. No entanto, uma pesquisa recente feita por Willy Radinger e Walter Shick indica que este pode não ter sido o caso, sendo assim as empresas Arado, Heinkel e a Bayerische Flugzeugwerke receberam o contrato de desenvolvimento do L.A 1432/33 ao mesmo tempo, em  fevereiro de 1934. Uma quarta empresa, a Focke-Wulf, recebeu uma cópia do contrato de desenvolvimento somente em setembro de 1934. O motor era para ser o novo Junkers Jumo 210, mas com a condição de ser intercambiável com o mais poderoso e menos desenvolvido Daimler-Benz DB 600. Cada empresa foi convidada a entregar três protótipos para testes no final de 1934.
Motores
- Daimler-Benz DB 600.
- Junkers Jumo 210.

## Imagens
- Bf 109 G-6 da "Fundação Messerschmitt".
- Stuka e um Me109.
- 1943.
- Um Me 109E alemão.
- Messerschmitt Bf109  V3.
- Bf 109E-4 do JG 53 no verão de 1941.
- Bf 109 E-3  no Deutsches Museum (Museu Alemão) em Munique, na Alemanha.
- Bf 109 G-2 com a tampa do motor aberta.
- Bf 109 G-2 (versão HA 1.112 M espanhola) no Museu da Luftwaffe, em Berlin-Gatow, Alemanha.
- Bf 109 G-6 da Messerschmitt foundation.
- Messerschmitt Bf 109G-10 do National Museum of the United States Air Force em Dayton (Ohio).
- Bf 109-E3 da Força Aérea Suíça.
- Bf 109 G-2 no Museu TAM em São Carlos, Brasil.
- Modelo em escala do Messerschmitt Bf 109G pilotado por Erich Hartmann (Museo del modellismo storico, Itália).
- Vídeo do Messerschmitt Bf 109 em voo.

## Operadores
Bulgaria
- Força Aérea da Bulgária Operou 19 E-3s e E 145 G-2/-6/-10s.

 Estado Independente da Croácia
- Zrakoplovstvo Nezavisne Države Hrvatske Operou mais de 50 Bf 109s, incluindo E-4, F-2, G-2/-6/-10 e Ks. A Aeronáutica

 Finlândia
- Força Aérea da Finlândia operou 162 aeronaves (48 G-2s, 111 G 6s e três G-8s).

 Alemanha Nazista
- Luftwaffe Era o operador principal do Bf 109.

 Hungary
- Real Força Aérea Húngara operou três D-1s, 50 E-3/-4s, 66 F 4s e ~490 G-2/-4/-6/-8/-10/-14s.

 Itália
- Regia Aeronautica Operou alguns F-4s e G-6s.

 República Social Italiana
- Aeronautica Nazionale Repubblicana Operou 300 G-6/-10/-14s e dois G-12s;  três K 4s também foram recebidos.

 Roménia

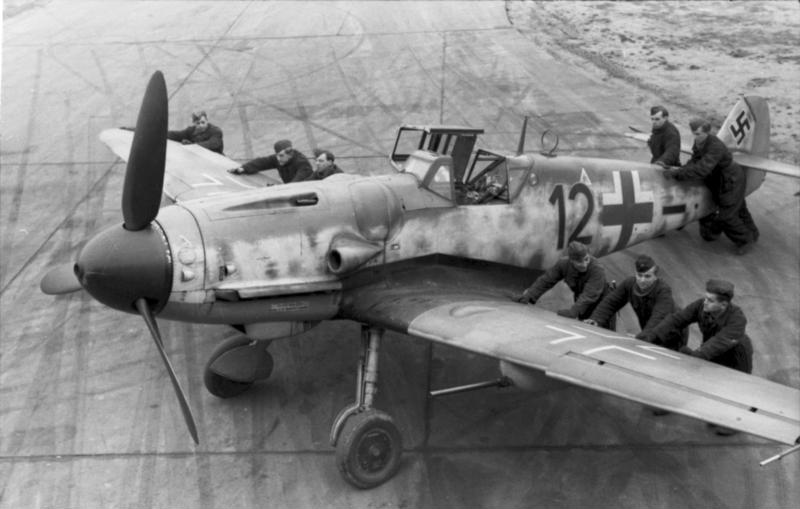
Um Me 109 alemão.

- Real Força Aérea Romena Operou 50 E-3/4s, 19 E-7s, dois F-2s, cinco F-4s e ao menos 235 G-2/G-4/G-6/-8s; mais 75 IAR construídos como 109G-6a.

 Checoslováquia
- Força Aérea Checoslovaca - operou aeronaves capturadas e continuou construindo Messerschmitt Bf 109Gs depois da guerra, sob o nome de ‘Avia S-99’, mas logo ficou sem o motor Daimler-Benz DB 605 depois que muitos foram destruídos durante uma explosão, num armazém em Krásné Březno.

República da Eslováquia
- Slovenské vzdušné zbrane Operou 16 E-3s, 14 E-7s e 30 G-6s.
- Força Aérea Insurgente Eslovaca operou três G-6s.

Estado espanhol
- Força Aérea Espanhola - operou alguns D-1s, E 3s e 15 F-4s, e pode ter recebido vários modelos B mais velhos. Voluntários de ‘Escuadrilla Azul’ da Frente Oriental operaram E-4, E-7, E-7/B, F-2, F-4 (pertencente ao JG-27 sob o comando da Luftflotte 2, até abril de 1943) junto com G-4 e G-6 (destacado do JG-51 sob o comando da Luftflotte 4, até junho de 1944).

 Suíça 
- Força Aérea Suíça operou 10 D-1s, 89 variantes E-3a, dois F 4s e 14 G-6s.

 Iugoslávia
- Real Força Aérea Iugoslava operou 73 variantes E-3a.
- Força Aérea da República Socialista Federativa da Iugoslávia operou vários Bf 109Gs Búlgaros e ex-NDH.

 Israel
- Força Aérea Israelense operou o derivado Avia S-199, comprado da Tchecoslováquia. Apesar da escassez de aeronaves, os israelenses marcaram oito vitórias. Egito e Síria alegaram quatro S-199 abatidos e um provável.[9]

## No Brasil
No Brasil o Messerschmitt Bf 109 nunca esteve em operação, havendo apenas um exemplar no país, em exposição no Museu TAM, em São Carlos, estado de São Paulo. Uma iniciativa particular, o autodenominado projeto Brazilien Messerschmitt, intentou construir uma réplica em escala 1:1 de um Bf 109 versão G2.

## Versões

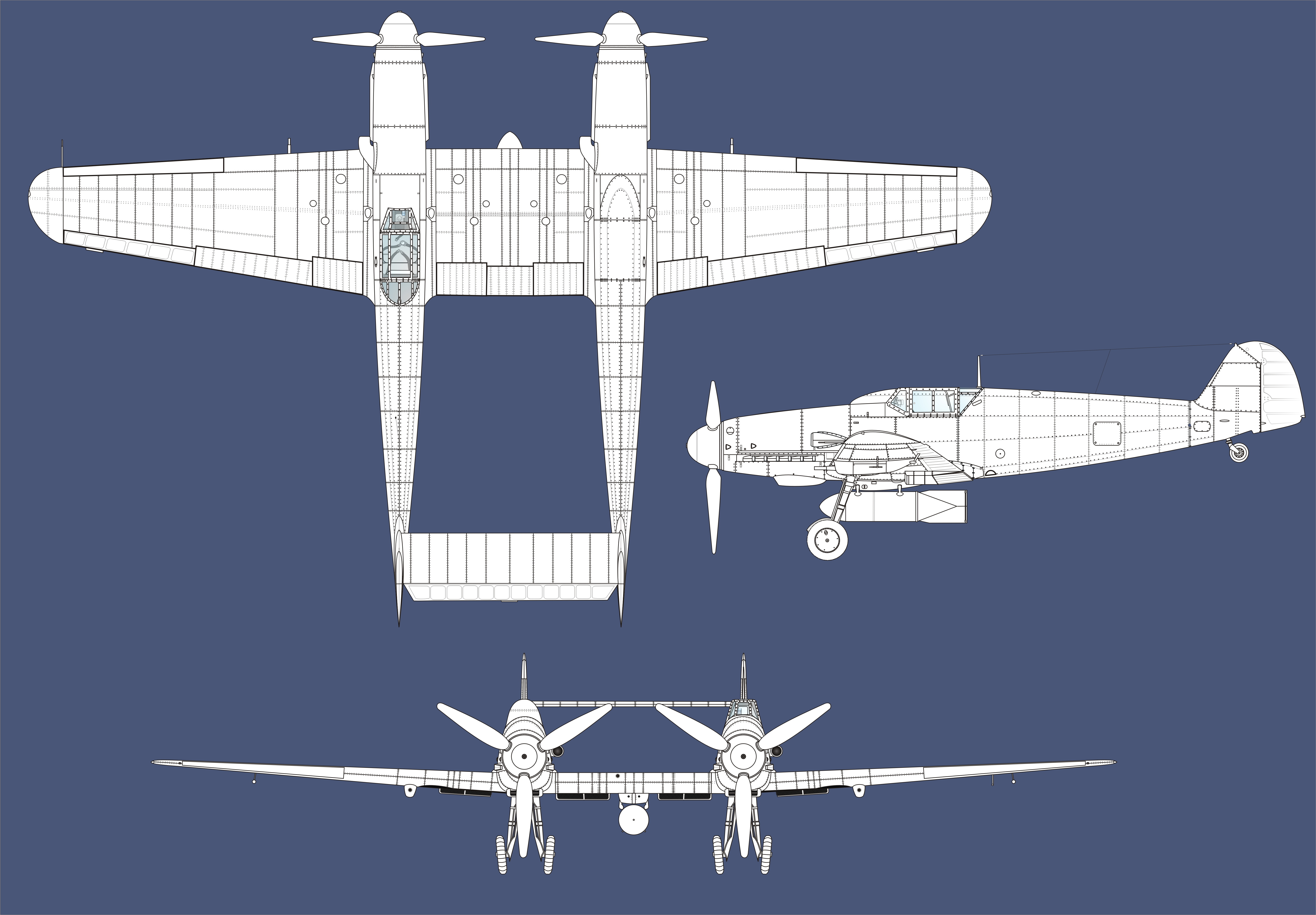
Bf 109 Z-1 (Zwillinge = "gêmeos").

Diversas versões do Bf 109 foram produzidas:
- Bf 109 V1: protótipo equipado com um motor British Kestrel, voando pela primeira vez em Setembro de 1935;
- Bf 109 B-1: primeira versão de produção, equipada com motor Junkers Jumo 210D de 680 cv de potência e armado com três metralhadoras de 7,92 mm;
- Bf 109 B-2: variante do Bf 109 B, com hélice de passo variável VDM-Hamilton;
- Bf 109 C-1: versão com quatro metralhadoras de 7,92 mm; equipada com motor Junkers Jumo 210G de 700 cv de potência
- Bf 109 C-2: variante do Bf 109 C com uma quinta metralhadora atirando através do cubo da hélice;
- Bf 109 D-1: versão equipada com um motor Junkers Jumo 210D como 680 cv de potência;
- Bf 109 E-1: versão equipada com um motor DB 601A de 990 cv de potência e armada com quatro metralhadoras e quatro bombas de 50 kg ou uma única de 250 kg;
- Bf 109 E-3: variante do Bf 109 E-1 armada com duas metralhadoras de 7,92 mm e dois  canhões MG FF de 20 mm;
- Bf 109 E-4: variante do Bf 109 E-3 armada com duas metralhadoras de 7,92 mm e dois canhões MG FF/M de 20 mm;
- Bf 109 E-4/Trop: variante tropicalizada do Bf 109 E-4, com filtro de areia na entrada de ar no motor para actuação no deserto;
- Bf 109 E-4/N: variante do Bf 109 E-4, equipada com um motor DB 601N de 1 175 cv
- Bf 109 F-1: versão equipada com um motor DB 601N de 1 175 cv e armada com duas metralhadoras de 7,92 mm e um canhão de 20 mm;
- Bf 109 F-2: variante do Bf 109 F armada com duas metralhadoras de 7,92 mm e um canhão de 15 mm;
- Bf 109 F-4: variante do Bf 109 F, DB 601E de 1 350 cv, armada com duas metralhadoras de 7,92 mm e um canhão de 20 mm;
- Bf 109 F-4/Trop: variante tropicalizada do Bf 109 F-4, com filtro de areia na entrada de ar no motor para actuação no deserto;
- Bf 109 G-1: versão equipada com um motor DB 605 A-1 com 1 475 cv de potência e armada com duas metralhadoras de 7,92 mm
- Bf 109 G-6: variante do Bf 109 G armada com um canhão de 20 mm, duas metralhadoras de 13 mm;
- Bf 109 G-6/U4: variante do Bf 109 G-6 armada com um canhão de 30 mm, duas metralhadoras de 13;
- Bf 109 H-1: versão, nunca produzida, para grandes altitudes, equipada com motor DB 601E;
- Bf 109 K-4: versão equipada com um motor DB 605 DCM com 2 000 cv de potência e armada com duas metralhadora de 13 mm e um canhão de 30 mm;
- Bf 109 K-6: variante do Bf 109 K-4, nunca produzida, armada com duas metralhadoras de 13 mm e três canhões de 30 mm;
- S-99: versão do Bf 109 G construída na Checoslováquia pela Avia;
- S-199: versão construída pela Avia, equipada com um motor Jumo 211F com 1 340 cv de potência;
- HA-1109: versão construída sob licença em Espanha pela Hispano Aviación, equipada com um motor Hispano-Suiza 12Z-89 com 1 300 cv de potência;
- HA-1112-M1L: variante do HA-1109 equipada com um motor Rolls-Royce Merlin 500-45 com 1 400 cv de potência, passando a ; [necessário esclarecer]

## Desvantagens
Os pilotos da Luftwaffe reclamavam de seu cockpit muito apertado, tornando voar no BF 109 claustrofóbico, mas alguns pilotos diziam que isso era uma vantagem, já que ao entrar no aparelho a única coisa que se vinha a mente era derrubar inimigos. Também era crônico o problema de aterrissagem do Me-109 devido ao pequeno espaço entre os dois trens de pouso, o que o fez difícil de decolar e aterrissar, causando muitos acidentes. Mesmo assim o caça foi a espinha dorsal da Luftwaffe na II Guerra Mundial e ainda lutou em vários conflitos no pós-guerra, sendo construído pela AVIA da Tchecoslováquia, com grande número desta produção utilizados por árabes e israelenses nos diversos conflitos iniciais no oriente médio.